# Trigonopterygoidea
Los trigonopterigoideos (Trigonopterygoidea) son una superfamilia de insectos ortópteros celíferos. Se distribuyen por Centroamérica,  y Sudeste de Asia.

## Familias
Según Orthoptera Species File (30 de marzo de 2010):
- Trigonopterygidae Walker, 1870
- Xyronotidae Bolívar, 1909